# 岡山大学資源植物科学研究所
岡山大学資源植物科学研究所（おかやまだいがくしげんしょくぶつかがくけんきゅうじょ、英称：Institute of Plant Science and Resources, Okayama University）は、岡山県倉敷市に所在する岡山大学の附置研究所で、「植物遺伝資源・ストレス科学研究」の共同利用・共同研究拠点である。略称は「植物研（しょくぶつけん）」、「IPSR」。

## 概要

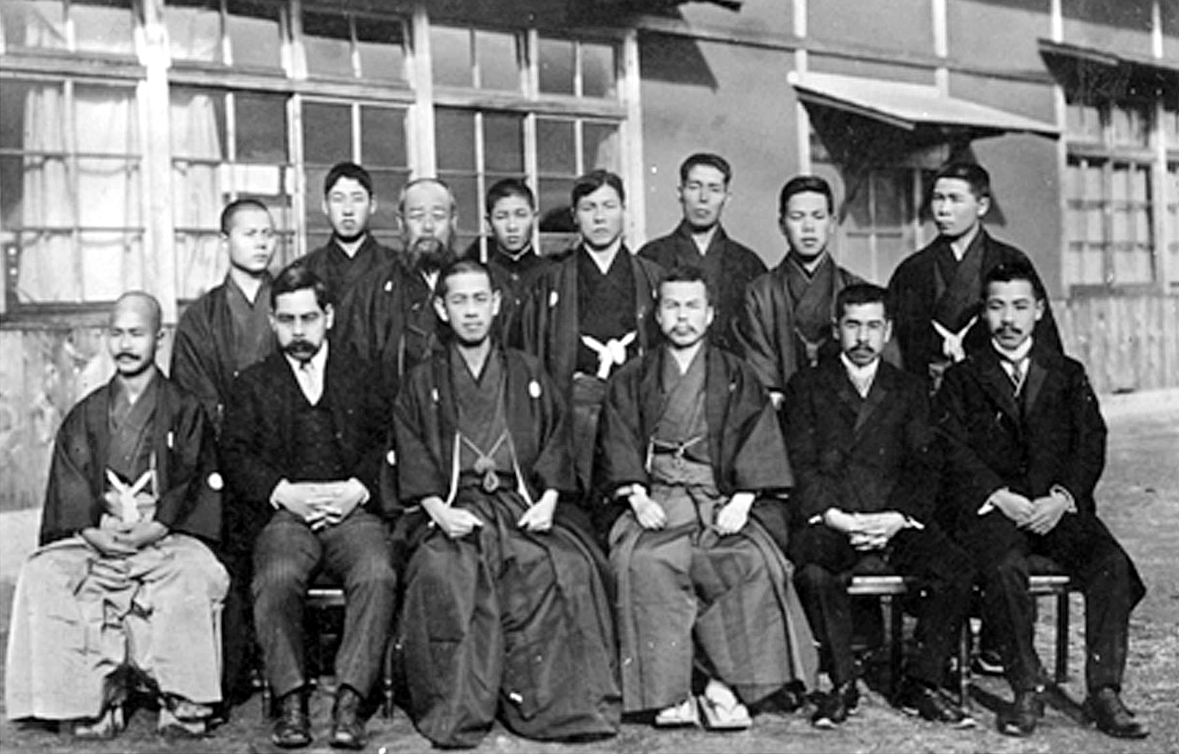
大原奨農会農業研究所の関係者。前列左から川又綾之助、近藤萬太郎、大原孫三郎、原澄治、大杉繁、三宅千秋（1915年）

1914年、大原孫三郎らによって設立された財団法人大原奨農会農業研究所が前身である。2009年に文部科学大臣から「植物遺伝資源・ストレス科学研究拠点」として指定を受け、2010年に「岡山大学資源植物科学研究所」に改組された。
資源生物が持つ多様な機能およびその制御、環境因子に対する資源生物の応答を様々なレベルで研究する「植物ストレス科学共同研究コア」、オオムギを中心とした遺伝資源の多様性評価・ゲノム情報解析を行う「大麦・野生植物資源研究センター」、近未来に予測される植物のストレス体制や世界的なストレス環境を研究する「次世代作物共同研究コア」からなり、高度に連携した研究体制を作り、総合的、統一的、国際的かつ学際的な基盤研究を行っている。また、岡山大学附属図書館資源植物科学研究所分館が併設されている。
2008年には大原記念労働科学研究所、倉敷中央病院、大原美術館、法政大学大原社会問題研究所、公益財団法人有隣会とともに大原ネットワークを結成し、大原孫三郎に関する情報共有と相互の活動支援を行っている。

## 沿革
- 1914年（大正3年） - 大原孫三郎らによって財団法人大原奨農会農業研究所を設立。
- 1929年（昭和4年） - 財団法人大原農業研究所に改称。
- 1952年（昭和27年） - 岡山大学に移管され、岡山大学農学部附属大原農業研究所となる。
- 1953年（昭和28年） - 岡山大学農業生物研究所に改称。
- 1988年（昭和63年） - 岡山大学資源生物科学研究所に改組。
- 2004年（平成16年） - 研究体制を分野制からグループ制に変更する。
- 2010年（平成22年） - 岡山大学資源植物科学研究所に改組。2つの共同研究コア、1つの研究センターを設置。

## 組織

### 研究組織
- 植物ストレス科学共同研究コア
  - 大気環境ストレスユニット
    - 光環境適応研究グループ
    - 環境応答機構研究グループ
    - 環境機能分子開発グループ

  - 土壌環境ストレスユニット
    - 植物ストレス学グループ
    - 植物成長制御グループ

  - 環境生物ストレスユニット
    - 植物・微生物相互作用グループ
    - 植物・昆虫間相互作用グループ
    - 植物環境微生物学グループ
    - 植物免疫デザイングループ
- 大麦・野生植物資源研究センター
  - 遺伝資源ユニット
    - ゲノム多様性グループ
    - 野生植物グループ

  - ゲノム育種ユニット
    - 遺伝資源機能解析グループ
    - 統合ゲノム育種グループ
- 次世代作物共同研究コア
  - エコフィジオロジー研究チーム・根圏生態班
  - 作物デザイン研究チーム
  - 作物イノベーション研究チーム・オオムギ遺伝子改変班
  - 国際的新展開グループ
  - RECTOR プログラム

## 大学院教育
資源植物科学研究所は岡山大学大学院環境生命科学研究科において以下の専攻の教育を担当している。
- 博士前期課程（修士課程）
  - 生物資源科学専攻
    - 植物ストレス科学講座
- 博士後期課程（博士課程）
  - 農生命科学専攻
    - 植物ストレス科学講座

## 所在地・交通アクセス
- 〒710-0046　岡山県倉敷市中央二丁目20番1号
- JR倉敷駅南口から南下し、徒歩15分。
  - 道路を挟んで向かいに倉敷市芸文館、途中に倉敷市立美術館、倉敷市立図書館等がある。